# Jeff Keith
Jeff Keith, född Jeffery Lynn Keith 12 oktober 1958 i Texarkana, Arkansas, är en amerikansk sångare. Han är mest känd som sångare och frontman i Tesla. Han medverkar även i rockbandet Bar 7 från 1984 till 1996 och från 2000.
Jeff gick med i en tävling där han vann med att sjunga Sammy Hagars låt "Your Love is Driving Me Crazy". Efter detta sökte Frank Hannon, Brian Wheat, Tommy Skeoch och Troy Luccketta efter honom och då bildade de Tesla.

## Diskografi
Studioalbum med Tesla
- Mechanical Resonance (1986)
- The Great Radio Controversy (1989)
- Psychotic Supper (1991)
- Bust a Nut (1994)
- Into the Now (2004)
- Real to Reel (2007)
- Real to Reel, Vol. 2 (2007)
- Forever More (2008)
- Twisted Wires & the Acoustic Sessions... (2011)
- Simplicity (2014)

Livealbum med Tesla
- Five Man Acoustical Jam (1990)
- Replugged Live (2001)
- Standing Room Only (2002)
- Extended Versions (2003)
- Alive in Europe! (2010)

Studioalbum med Bar 7
- The World Is A Freak (2000)